# Monochamus sargi
Monochamus sargi es una especie de escarabajo longicornio del género Monochamus, familia Cerambycidae. Fue descrita científicamente por Bates en 1885.
Esta especie se encuentra en Guatemala y México.